# Luigi Sturzo
Don Luigi Sturzo (; Caltagirone, 26 novembre 1871 – Roma, 8 agosto 1959) è stato un presbitero e politico italiano.
Fondatore del Partito Popolare Italiano (PPI), che rappresentò per i cattolici italiani il ritorno organizzato alla vita politica dopo la fine del non expedit, fu convinto antifascista ed oppositore del regime di Benito Mussolini. Nel 1952 il Presidente della Repubblica Luigi Einaudi lo nominò Senatore a vita, incarico che mantenne fino alla morte nell'agosto del 1959.

## Biografia

### Gli anni della formazione
Luigi Sturzo nacque a Caltagirone il 26 novembre 1871 da Felice Sturzo e Caterina Boscarelli: il padre faceva parte della nobile famiglia dei Baroni d'Altobrando e la madre faceva parte di una famiglia borghese calatina. Fin da piccolo fu debole di costituzione fisica e quindi fu costretto a rimanere a casa, con le tenerissime cure dei genitori. Siccome non poté andare a scuola, andò al seminario di Acireale, dove soggiornò dal 1883 al 1886; qui conobbe Giovanni Battista Arista, suo compagno di camerata. A causa del tempo cattivo che proveniva dall'Etna, dovette trasferirsi al seminario di Noto, in cui c'era un clima più mite: proprio grazie a questo poté restare presso tale seminario per due anni ed ebbe la guida illuminata del vescovo sociale Giovanni Blandini. Nel 1888 Luigi Sturzo andò al seminario di Caltagirone e fu un discepolo eletto e prediletto, il migliore, e qui si diplomò nello stesso anno del suo ingresso.
Il 19 maggio 1894 fu ordinato sacerdote alla chiesa del Santissimo Salvatore dal vescovo di Caltagirone Saverio Gerbino e nel 1896 alla Pontificia Università Gregoriana di Roma ottenne il baccellierato in teologia. Sempre nel 1894 s'iscrisse all'università della Sapienza di Roma e all'Accademia di San Tommaso d'Aquino. Luigi Sturzo, allo scopo di mettere in contatto gli studenti delle diverse regioni d'Italia, fondò l'Associazione dei Giovani Ecclesiastici, della quale divenne presidente il futuro vescovo di Bergamo Radini-Tedeschi e Sturzo divenne il vicepresidente. Mentre si preparava alle lauree, insegnò al seminario di Caltagirone filosofia, sociologia, diritto pubblico ecclesiastico, italiano e canto sacro.

### Impegno civile e politico

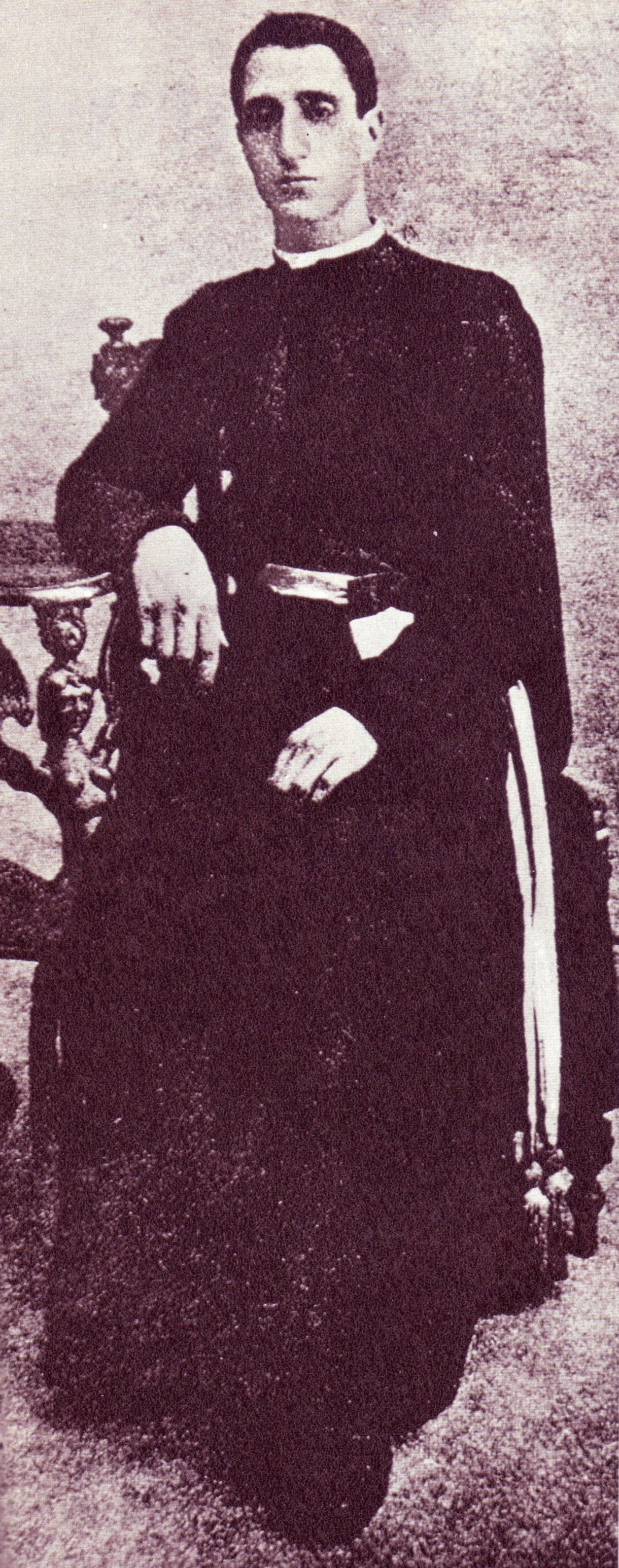
Don Luigi Sturzo nel 1905.

Nel 1897 istituì a Caltagirone una Cassa Rurale dedicata a San Giacomo e una mutua cooperativa, che diede fastidio ai liberali conservatori e fondò anche il giornale di orientamento politico-sociale La croce di Costantino il 7 marzo dello stesso anno. I redattori de La croce di Costantino furono Mario Carfì, don Luigi Caruso, il canonico Filippo Interlandi-Taccia junior, il canonico Giacomo Compagno, il canonico Giuseppe Montemagno, il canonico Salvatore Cremona, Carmelo Caristia, Diego Vitale, Diego Caristia e il fratello di Luigi Sturzo, Mario Sturzo. Quest'ultimo era un uomo colto, d'intelligenza sottile, e fu autore di romanzi e di racconti, come I Rivali, Il figlio dello zuavo e Adelaide e nel 1903 sarebbe diventato Vescovo di Piazza Armerina.
Il giornale suscitò le ire dei massoni a causa del metodo rettilineo e coraggioso che usava Luigi Sturzo per ottenere i consensi, quindi il 20 settembre 1897 essi bruciarono una copia del giornale, nella piazza principale di Caltagirone. Con i fatti di maggio del 1898, le repressioni antioperaie di Bava Beccaris, gli stati d'assedio nelle principali città, il processo a Davide Albertario, si comincia a delineare l'impossibilità della convivenza all'interno dell'Opera dei Congressi fra conservatori e democratici cristiani.
Il mantenimento dell'unità dei cattolici, voluta da papa Leone XIII, diventava sempre più arduo. Il sacerdote di Caltagirone tentò invano di introdurre nell'Opera una riflessione sui problemi dell'Italia Meridionale, che aveva sempre più approfondito nell'esperienza diretta del mondo contadino negli anni della crisi agraria. "Pochi — scrisse Gabriele De Rosa — ebbero, come Sturzo, la conoscenza specifica della struttura agraria e artigianale siciliana e la sua capacità di analisi degli effetti negativi del processo di espansione del capitalismo industriale sui fragili mercati del Sud e sulla piccola e media borghesia agricola e artigiana locale, che si sfaldava sotto i colpi di una impossibile concorrenza. Tra le cause della disgregazione dei vari ceti artigianali in Sicilia, Sturzo indicava la 'forte concorrenza delle grandi fabbriche estere o nazionali di materie prime'; la lotta 'rovinosa' che si facevano gli artigiani locali, la mancanza di capitali, l'indebitamento, l'impoverimento delle campagne dovuto alla crisi agraria".
Luigi Sturzo nel 1900 fu visto tra i fondatori della Democrazia Cristiana Italiana, ma in realtà aveva pure rifiutato la tessera del partito, guidato da Romolo Murri. Nello stesso anno, essendosi scatenata in Cina la Ribellione dei Boxer, che volevano la cacciata degli stranieri dalla Cina, Sturzo presentò formale domanda al vescovo per partire missionario in quelle terre lontane, ma il vescovo, date le sue precarie condizioni di salute, gli negò il suo consenso e Sturzo ubbidì. Verso i primi anni del Novecento Luigi Sturzo divenne il collaboratore del quotidiano cattolico Il Sole del Mezzogiorno e nel 1902 guidò i cattolici di Caltagirone alle elezioni amministrative.
Nel 1905 verrà nominato consigliere provinciale della provincia di Catania. Sempre nel 1905, alla vigilia di Natale, pronunciò il discorso di Caltagirone su “I problemi della vita nazionale dei cattolici”, superando il “non expedit”. Nello stesso anno venne eletto pro-sindaco di Caltagirone (mantenne la carica fino al 1920). Nel 1912 divenne vicepresidente dell'Associazione Nazionale Comuni d'Italia.
Nel 1915, essendo stato molto attivo nell'Azione Cattolica Italiana, divenne il Segretario generale della Giunta Centrale del movimento.

### Fondatore del Partito Popolare Italiano

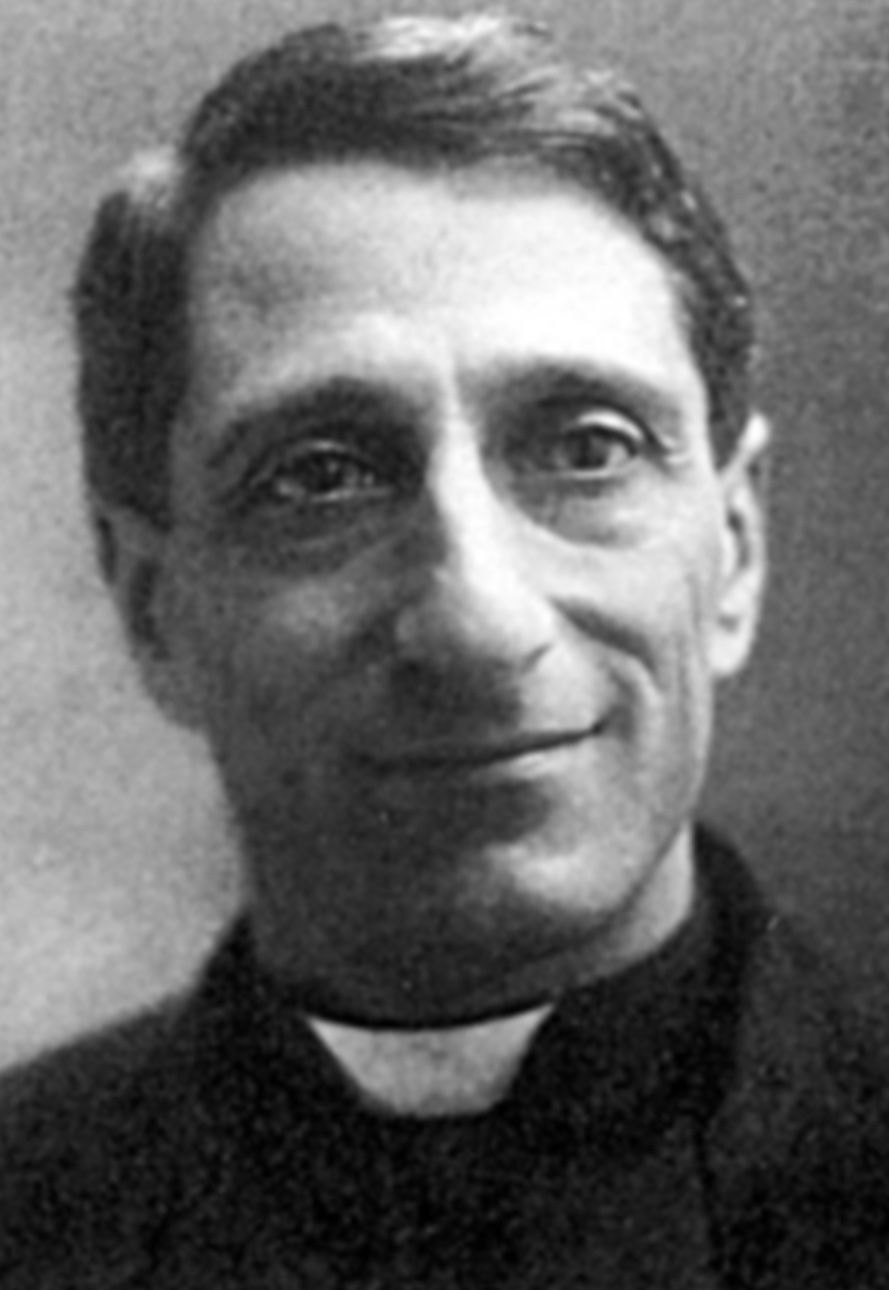
Don Luigi Sturzo nel 1919.

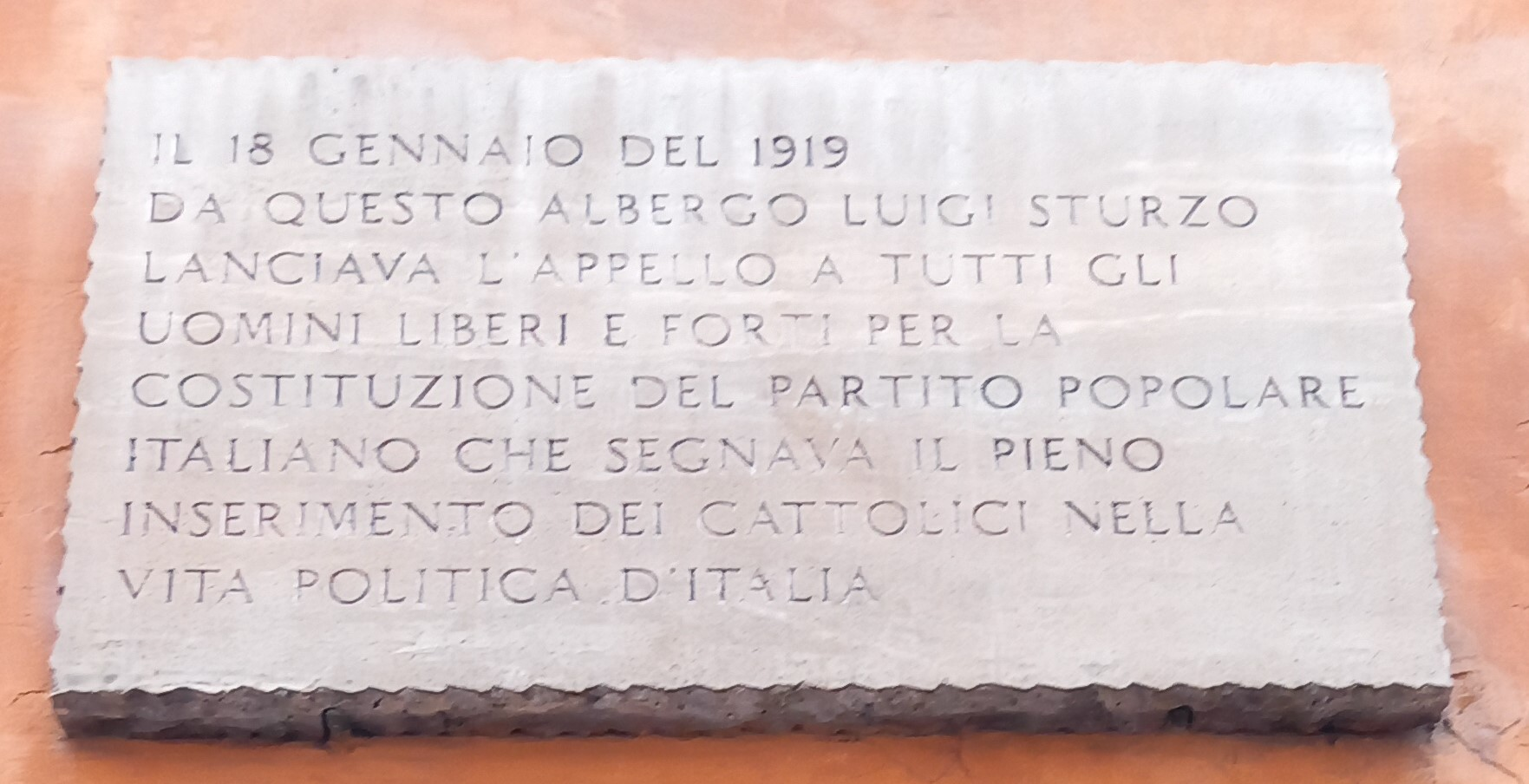
La lapide commemorativa.

Nel 1919 fondò il Partito Popolare Italiano (del quale divenne segretario politico fino al 1923) e il 18 gennaio 1919 si compie ciò che a molti è apparso l'evento politico più significativo dall'unità d'Italia: dall'albergo Santa Chiara di Roma, don Sturzo lancia "l'Appello ai liberi e forti", carta istitutiva del Partito Popolare Italiano:
Nello stesso anno, infine, usciva a Roma Il Popolo Nuovo, organo settimanale del neonato partito. Don Sturzo rese il Partito Popolare Italiano una formazione molto influente nella politica italiana e un suo voto impedì a Giovanni Giolitti di assumere il potere nel 1922, permettendo così l'insediamento di Luigi Facta.

### Il confronto con il fascismo
Contro il parere di Sturzo, dopo la marcia su Roma (28 ottobre 1922) il PPI accettò di sostenere il primo governo Mussolini, ottenendo due importanti ministeri (Tesoro, Lavoro e Previdenza sociale). Al IV Congresso del Partito Popolare (Torino, 12-14 aprile 1923), Luigi Sturzo, sostenuto dalla sinistra di Francesco Luigi Ferrari e di Luigi e Girolamo Meda, fece prevalere la tesi dell'incompatibilità fra la concezione "popolare" dello Stato e quella totalitaria del fascismo.
La posizione assunta da Sturzo al IV congresso aveva offerto il destro a Mussolini per duri attacchi contro il PPI. Il capo del fascismo colse l'occasione anche per dare inizio a una dura campagna contro il "sinistro prete": presentando Sturzo come un ostacolo alla soluzione della questione romana, Mussolini fece anche in modo che Sturzo perdesse l'appoggio delle gerarchie vaticane. Alla fine di questa campagna, il 10 luglio il prete di Caltagirone fu costretto a dimettersi da segretario del partito.
Nel partito si esasperò (con espulsioni e migrazioni verso il PNF) il contrasto tra due anime: la sinistra contraria ad accordarsi con il governo e la destra favorevole alla collaborazione. Alla fine le due correnti del partito pattuirono un'ambigua condotta ("né opposizione, né collaborazione"), linea che durò solo una settimana, visto che alcuni esponenti popolari scelsero di passare all'opposizione, mentre la corrente di destra continuava a collaborare con Mussolini. Tanto che un solo deputato del PPI non votò la legge Acerbo, la nuova legge elettorale del novembre 1923, concepita per assicurare la maggioranza parlamentare al Partito Nazionale Fascista.

### L'esilio
Luigi Sturzo decise di lasciare gli incarichi nel partito e si rifugiò dal 1924 al 1940 prima a Londra, poi a Parigi ed infine a New York. A Londra animò diversi gruppi politici di italiani fuoriusciti e di cattolici europei fondando il People and Freedom Group; negli USA intrecciò rapporti con Arturo Toscanini, Carlo Sforza, Lionello Venturi, Mario Einaudi, Gaetano Salvemini, l'amico non credente che ebbe a definire l'esule di Caltagirone “Himalaya di certezza e di volontà”. Dopo lo sbarco alleato in Sicilia nel luglio 1943 riprese i contatti con gli esponenti cattolici siciliani, come Giuseppe Alessi, Gaspare Ambrosini, Salvatore Aldisio e Paola Tocco Verduci fondatrice in Sicilia del Movimento Femminile D.C. e prima donna membro di un Governo in Italia pur se regionale (Regione siciliana), fu tra i sostenitori dell'autonomia speciale alla Sicilia.

### Il ritorno in Italia

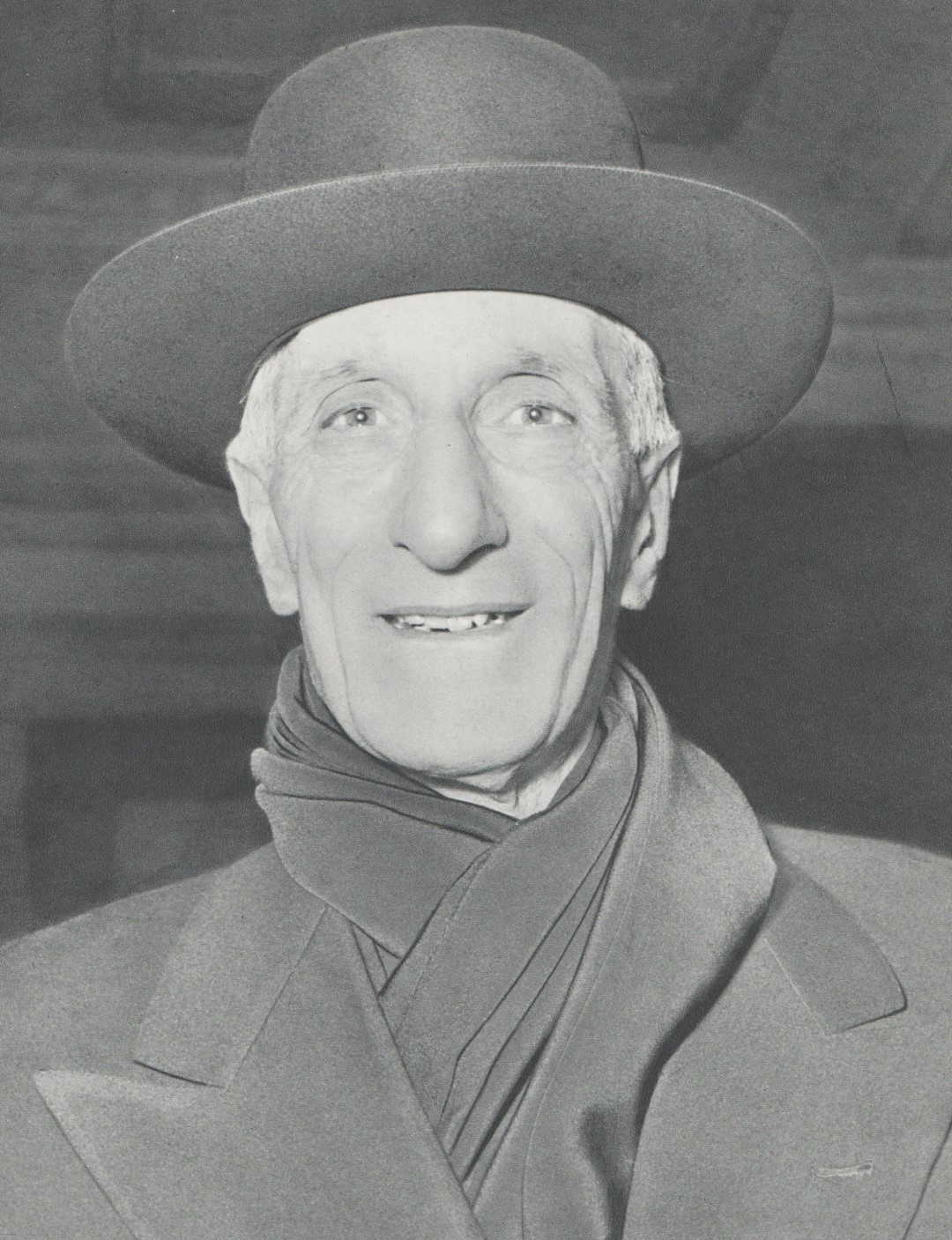
Don Sturzo all'età di circa 80 anni.

Dopo il referendum tra monarchia e repubblica ritornò in Italia, sbarcando a Napoli il 5 settembre 1946 e stabilendosi nella casa generalizia delle Canossiane in Roma. Fu il primo a sollevare il problema della "questione morale", pubblicando già nel novembre 1946 su L'Italia un articolo dal titolo: "Moralizziamo la vita pubblica". Continuò poi questa sua battaglia su Il Giornale d'Italia parlando delle tre "male bestie" che infettavano il sistema italiano: la partitocrazia, lo statalismo e l'abuso del denaro pubblico. Fu contrario all'idea dello Stato imprenditore, facendo una netta distinzione tra Stato e statalismo: «Lo Stato è un ordine necessario al vivere civile, lo statalismo è il distruttore di ogni ordine istituzionale e di ogni morale amministrativa». Difese la libera iniziativa e la cultura del rischio contro lo Stato paternalista: «Lo Stato deve facilitare e integrare l'iniziativa privata, non sostituirla al punto di paralizzarne la funzione». E fu il primo a parlare di "democrazia imperfetta" quando, dopo le elezioni del 1948, De Gasperi andò a trovarlo per comunicargli il successo democristiano. Democrazia imperfetta perché senza regolare alternativa per il buon governo dell'Italia.

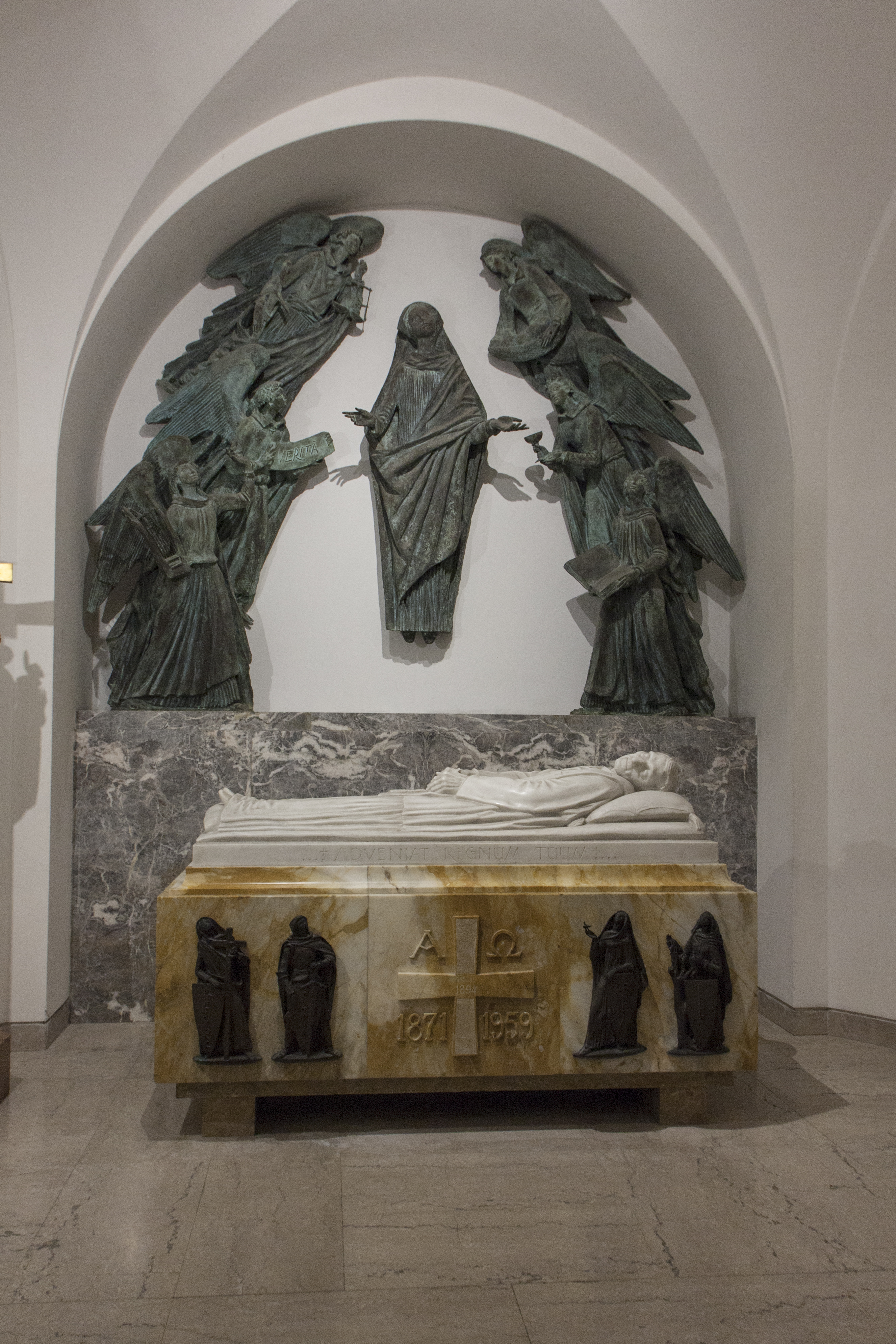
La tomba di Luigi Sturzo a Caltagirone.

Pur riprendendo una vita politica attiva, non aderì formalmente alla Democrazia Cristiana e non svolse un ruolo dominante nella scena politica italiana, preferendo accettare nell'agosto 1947 la nomina dell'Assemblea regionale siciliana, che lo elesse giudice dell'Alta Corte per la Regione siciliana. Il 17 dicembre 1951 il consiglio comunale di Siracusa gli conferì, con un voto unanime, raro in piena "guerra fredda", la cittadinanza onoraria, riconoscendo l'importanza della sua lotta per la libertà.
Nell'aprile 1952, per il timore di un'affermazione nelle elezioni amministrative del comune di Roma della lista socialcomunista, chiamata Blocco del Popolo e capeggiata da un ottantaquattrenne Francesco Saverio Nitti, il Vaticano avallò l'iniziativa che prospettava un'ampia alleanza elettorale che coinvolgesse, oltre ai quattro partiti governativi, anche il Movimento Sociale Italiano e il Partito Nazionale Monarchico per «impedire che Roma, centro della cristianità, divenisse una succursale di Mosca, una serva obbediente del Cremlino». L'iniziativa, impropriamente chiamata "operazione Sturzo", fu portata avanti da Luigi Gedda, presidente dell'Azione Cattolica, con l'incoraggiamento di papa Pio XII, l'appoggio dell'Osservatore Romano, il sostegno di padre Riccardo Lombardi e di una fetta della Curia romana, quella conosciuta come "partito romano", il cui esponente di punta era il cardinale Alfredo Ottaviani. Portabandiera di questa lista fu scelto Sturzo, il quale, ancora una volta, obbedì alla Chiesa. Non furono entusiasti dell'iniziativa, per una serie di motivi, Alcide De Gasperi e Guido Gonella. E non lo nascosero. Mugugnarono anche alcuni piccoli partiti centristi ed alla fine l'operazione Sturzo non andò in porto, grazie anche ad una lettera inviata direttamente al Papa da Giulio Andreotti, in cui gli elencava i rischi di quell'iniziativa.
Rimase giudice dell'Alta Corte fino al 17 settembre 1952, quando fu nominato senatore a vita dal presidente della Repubblica Luigi Einaudi. Sturzo accettò la nomina, aderendo al gruppo misto, solo dopo aver ricevuto la dispensa da Pio XII. Nel marzo 1959 pubblicò su Il Giornale d'Italia l'Appello ai Siciliani", uno dei primi testi a parlare esplicitamente dei mafiosi (l'Appello ha dato il titolo anche a una sua raccolta postuma di articoli).
Morì a Roma l'8 agosto 1959, all'età di ottantasette anni; è sepolto nella chiesa del Santissimo Salvatore a Caltagirone, dove la salma è stata traslata il 3 giugno 1962. A 40 anni dalla morte il comune di Caltagirone pose nella Scalea del Palazzo Municipale una lapide in sua memoria.

## Pensiero politico e sociale
Tutta l'attività politica di Sturzo è fondata su una questione centrale: dare voce in politica ai cattolici. Sturzo si impegna per dare un'alternativa cattolica e sociale al movimento socialista. Per Sturzo i cattolici si devono impegnare in politica, tuttavia tra politica e Chiesa deve esserci assoluta autonomia. La politica, essendo complessa, può essere mossa da princìpi cristiani, ma non si deve tornare alla vecchia rigidità e all'eccessivo schematismo del passato. Il Cristianesimo è, insomma, la principale fonte di ispirazione, ma non l'unica.
La società deve saper riconoscere le aspirazioni di ogni singolo individuo: «la base del fatto sociale è da ricercarsi nell'individuo» e l'individuo viene prima della società; la società è socialità: si fonda, cioè, su libere e coscienti attività relazionali. Sturzo è contrario ad una società immobile ed il movimento è dato dalle relazioni interindividuali tra le persone; la società non deve essere un limite alla libertà dell'individuo. Non può essere, tuttavia, definito iper individualista. All'interno di questo schema sociale multiforme la religione non può essere strumento di governo. Il cristianesimo ha dato qualcosa ad ogni corrente politica, quindi nessuno può dire di possedere il monopolio della verità religiosa.
L'individuo deve scegliere da sé se seguire la propria coscienza di buon cittadino o di credente; non è la Chiesa che deve indirizzarlo nell'atto della scelta, la quale attiene strettamente alla sfera individuale del singolo. Il PPI nasce perciò come aconfessionale: la religione può influenzare, ma non imporre. In questo modo si palesa una concezione liberale del partito. In economia Sturzo non è un liberale classico, ma rimane fortemente critico verso lo statalismo, difendendo posizioni sinceramente liberali riguardo alla proprietà privata e alla libertà economica: da un lato denuncia il capitalismo di Stato che ritiene dilapidatore di risorse, e dall'altro rimane convinto della possibilità di interventi dello Stato in economia, anche se per un tempo breve e finalizzato ad un risultato. Il suo faro è la centralità della persona, non delle masse; è un fautore dello stato minimo e censura già all'epoca l'eccessivo partitismo. Si dichiara, inoltre, ostile a una concezione statale panteistica.
In questo modo fonda il Popolarismo, dottrina politica autonoma e originale, ispirata alla pratica della Dottrina sociale della Chiesa cattolica arricchita dal suo pensiero e lavorio, spesso profetica e, pur essendo prettamente pragmatica, profondamente intessuta eticamente. Sturzo fu avversario del centralismo di Giolitti, di Mussolini, ma anche del primo impianto dell'Italia repubblicana, trovando sbagliata l'assenza del regionalismo, necessario per concedere ampia autonomia individuale. Fu un grande amante della scrittura storica.

## Processo di beatificazione
Il 24 novembre 2017 si è chiusa a Roma, nel Palazzo Apostolico Lateranense, la fase diocesana della causa di beatificazione del Servo di Dio Don Luigi Sturzo. La sessione era presieduta da monsignor Slawomir Oder, vicario generale del Tribunale ordinario della diocesi di Roma. Il lavoro è iniziato nel 1997, formalizzato con la presentazione del Supplex libellus nel 1999 e con la costituzione del Tribunale nel 2002, articolato attraverso l'escussione di oltre 150 testimoni. «Un lavoro notevole, ha ricordato Oder, come notevole è la figura di don Luigi Sturzo, il quale certamente eccelse in molti campi del sapere e dell'agire umano, in particolare della politica, ma che di se stesso usava ripetere: 'Io sono sacerdote, non un politico'. Speriamo di chiamarlo presto santo».

## Filmografia
- Don Luigi Sturzo, miniserie televisiva prodotta dalla Rai in tre puntate, regia di Giovanni Fago, con Flavio Bucci.
- Compare nella serie Sky del 2025, M - Il figlio del secolo, interpretato da Paolo Macedonio.

### Fonti a stampa
- Luigi Sturzo, Opera omnia, Bologna, Zanichelli, edizione in formato digitale: .
- Luigi Sturzo, Mario Sturzo, Carteggio, a cura di Gabriele De Rosa, 4 volumi + 1 fascicolo di Indici 1926-1940, Roma, Edizioni di storia e letteratura, Roma, Istituto Luigi Sturzo, 1985.
- Luigi Sturzo, Battaglie per la libertà : 1952-1959, 2 volumi, Palermo, Ila Palma, 1992. ISBN 8877041676.
- Luigi Sturzo, Lettere non spedite, a cura e con introduzione di Gabriele De Rosa, Bologna, Il Mulino, 1996, ISBN 978-88-15-05231-5
- Luigi Sturzo, Scritti inediti, a cura di Francesco Piva, Franco Rizzi, Francesco Malgeri, prefazioni di Gabriele De Rosa, 4 volumi, Roma, Istituto Luigi Sturzo; Palermo, Editrice Mediterranea, 2001.
- Luigi Sturzo, Emanuela Sturzo, Carteggio (1891-1948), a cura e con introduzione di Vittorio De Marco, Soveria Mannelli, Rubbettino, 2005, ISBN 88-4981-199-3.
- Luigi Sturzo, Alcide De Gasperi, Carteggio (1920-1953), a cura e con introduzione di Francesco Malgeri, Soveria Mannelli, Rubbettino, 2006, ISBN 978-88-4981-794-2.

Opere scelte di Luigi Sturzo, a cura di Gabriele De Rosa, Roma-Bari, Laterza, 1992. Comprende:
1. Il popolarismo, a cura di Gabriele De Rosa, 1992, ISBN 88-420-4032-0, XVIII, 194 p.
2. Stato, Parlamento e partiti, a cura di Mario D'Addio, 1992, ISBN 88-420-4105-X, XXX, 233 p.
3. Chiesa e Stato, a cura di Eugenio Guccione, 1992, ISBN 88-420-4129-7, XXXIII, 205 p.
4. La sociologia fra persona e storia, a cura di Achille Ardigò e Luigi Frudà, 1992, ISBN 88-420-4130-0, LI. 171 p.
5. Riforme e indirizzi politici, a cura di Nicola Antonetti, 1992, ISBN 88-420-4106-8, XXX, 199 p.
6. La comunità internazionale e il diritto di guerra. Con una scelta degli articoli sul secondo conflitto mondiale, a cura di Gabriele De Rosa, 1992, ISBN 88-420-4047-9, XXXV, 150 p.

### Biografie
- Gabriele De Rosa, Luigi Sturzo, Torino, UTET, 1977.
- Gabriele De Rosa, Sturzo mi disse, Brescia, Morcelliana, 1982; testo digitalizzato: [collegamento interrotto].
- Francesco Malgeri, Luigi Sturzo, Cinisello Balsamo (Milano), Edizioni Paoline, 1993. ISBN 88-215-2634-8.
- Giuseppe Palladino, Don Sturzo oggi, Napoli, La Nuova Cultura Editrice, 1995.
- Francesco Piva, Francesco Malgeri, Vita di Luigi Sturzo, prefazione di Gabriele De Rosa, Roma, Istituto Luigi Sturzo; Palermo, Editrice Mediterranea, 2001; testo digitalizzato: [collegamento interrotto].
- Gabriella Fanello Marcucci, Luigi Sturzo. Vita e battaglie per la libertà del fondatore del Partito popolare italiano, Milano, Mondadori, 2004, ISBN 88-04-52655-6, ISBN 978-88-04-52655-1.
- Gabriella Fanello Marcucci, Sorvegliato speciale. Sturzo a Londra nel mirino dell'OVRA, Soveria Mannelli, Rubbettino, 2006, ISBN 88-4981-442-9, ISBN 978-88-4981-442-2.
- Eugenio Guccione, Luigi Sturzo, Palermo, Flaccovio, 2010, ISBN 978-88-7804-472-2. Ristampa: Milano, Il Sole 24 Ore, 2013.
- Eugenio Guccione, Luigi Sturzo - Il prete scomodo fondatore del Partito Popolare Italiano (1919), Di Girolamo, Trapani, 2018. ISBN 978-88-97050-62-9.
- Eugenio Guccione,Pensiero e azione in Luigi Sturzo prete e statista, Edizioni Il Pozzo di Giacobbe, Trapani, 2019. ISBN 978-88-6124-784-0.

### Storiografia e complementi
- Gabriele De Rosa, Il Partito popolare italiano, Roma-Bari, Laterza, 1988; testo digitalizzato: [collegamento interrotto]
- Luigi Sturzo e la democrazia europea. Atti del convegno su "Luigi Sturzo, i partiti di ispirazione cristiana, la democrazia europea" svoltosi a Bologna dall'8 all'11 marzo 1989, a cura di Gabriele De Rosa, Roma-Bari, Laterza, 1990, ISBN 88-420-3709-5; testo digitalizzato: [collegamento interrotto]
- Giovanni Spadolini, Luigi Sturzo in Gli uomini che fecero l'Italia, Milano, Longanesi & C., 1993. ISBN 88-304-1142-6
- Eugenio Guccione, Municipalismo e federalismo in Luigi Sturzo, Torino, SEI, 1994, ISBN 88-05-05441-0
- Alfio Spampinato, L'economia senza etica è diseconomia, Milano, Il Sole 24 Ore Libri, 1996.ISBN 88-7187-598-2.
- Istituto "Luigi Sturzo", Universalità e cultura nel pensiero di Luigi Sturzo. Atti del Convegno internazionale di studio, Roma, Istituto Luigi Sturzo, 28, 29, 30 ottobre 1999, Soveria Mannelli, Rubbettino, 2001, ISBN 88-4980-093-2, ISBN 978-88-4980-093-7
- Accademia Toscana di Scienze e Lettere "La Colombaria", Luigi Sturzo e la democrazia nella prospettiva del terzo millennio. Atti del seminario internazionale, Erice 7-11 ottobre 2000, a cura di Eugenio Guccione, 2 volumi, Firenze, Olschki, 2004, ISBN 88-222-5333-7 ISSN 0065-0781
- Mario D'Addio, Democrazia e partiti in Luigi Sturzo, Lungro di Cosenza, Marco Editore, 2009
- Marco Vitale, Alfredo Rivoira, È in sostanza un problema di libertà. Vita e ideali di don Luigi Sturzo, Bologna, Edizioni Studio Domenicano, 2009, ISBN 978-88-7094-733-5, col DVD della rappresentazione dell'opera di Alfredo Rivoira, Libero e forte. Vita e ideali di don Luigi Sturzo, messa in scena nella Basilica di san'Ambrogio, Milano, il 15 maggio 2009
- Fondazione Carlo Donat-Cattin, Luigi Sturzo nella cultura politica del '900. Atti del convegno, Torino 26 giugno 2009, a cura di Walter E. Crivellin, in Storia e politica, 2 (2010), n. 1, pp. 1–254, ISSN 2036-3907
- Lessico sturziano, a cura di Antonio Parisi e Massimo Cappellano, Soveria Mannelli, Rubbettino, 2013, ISBN 978-88-4983-656-1
- Alberto Mazzuca, Penne al vetriolo. I grandi giornalisti raccontano la Prima Repubblica, Bologna, Minerva, 2017. ISBN 978-8873818496
- Eugenio Guccione, Guido Miglioli: un eretico nel P.P.I. e il difficile rapporto con Luigi Sturzo, in «Rivista Storica del Socialismo», n. 2, 2017, pp. 23–46.
- Salvo Sorbello, A tutti gli uomini liberi e forti, La Sicilia quotidiano, 17 gennaio 2019.

Altre pubblicazioni sono state messe a disposizione in formato digitale dall'Istituto Luigi Sturzo: